# Medetera zicsiana
Medetera zicsiana är en tvåvingeart som beskrevs av Grichanov 1997. Medetera zicsiana ingår i släktet Medetera och familjen styltflugor.
Artens utbredningsområde är Tanzania. Inga underarter finns listade i Catalogue of Life.